# Limenitis chosensis
Limenitis chosensis är en fjärilsart som beskrevs av Matsumura 1929. Limenitis chosensis ingår i släktet Limenitis och familjen praktfjärilar. Inga underarter finns listade i Catalogue of Life.